# Styl geometryczny

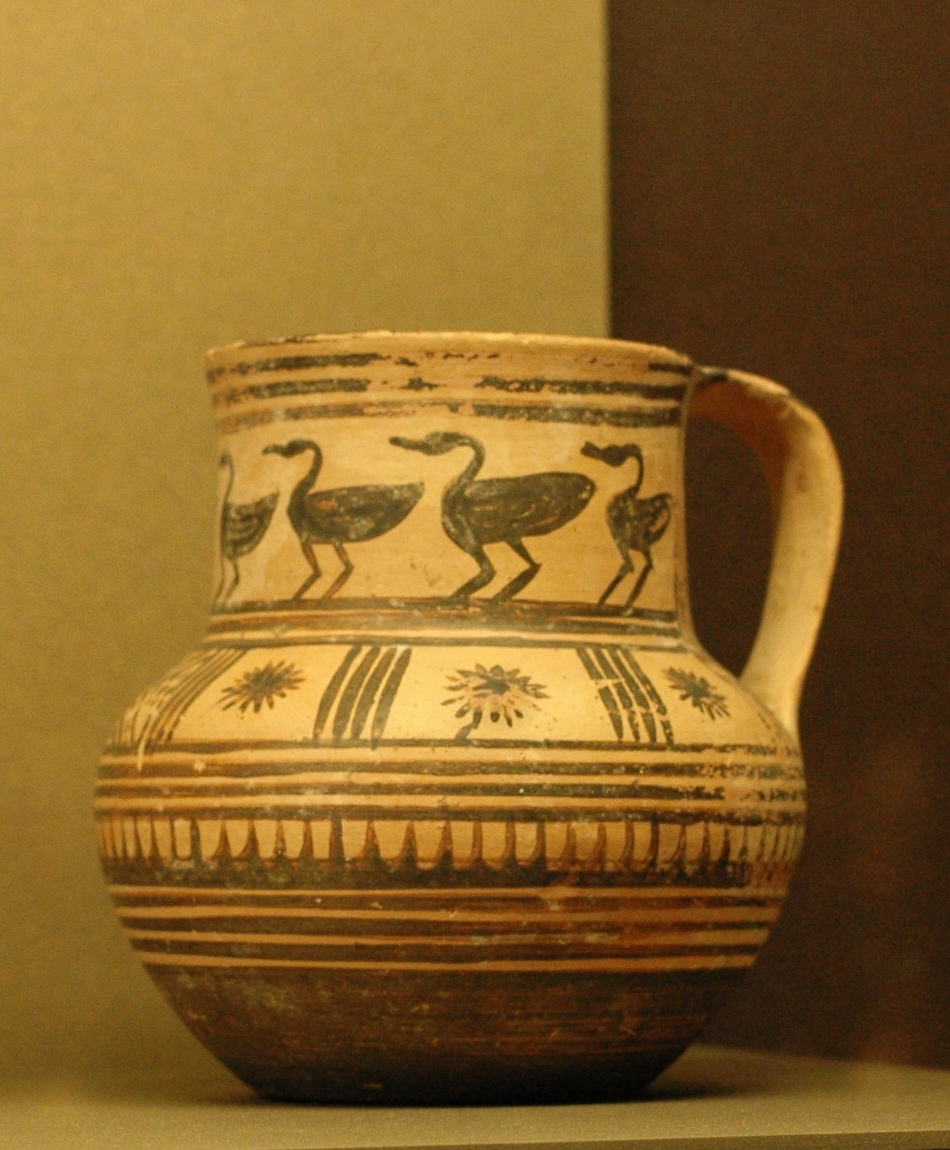
Naczynie z Aten (ok. 750–725 p.n.e., Luwr)

Styl geometryczny – styl dekoracji ceramiki, który charakteryzuje się powtarzającymi się wzorami geometrycznymi. Był bardzo popularny w Grecji przed VII wiekiem p.n.e.
Dekorowane naczynia prawie całkowicie pokrywano czarnym firnisem, pozostawiając jedynie pasy w kolorze gliny, które zdobiły powtarzające się koła lub meandry. W VIII wieku p.n.e. pojawiały się z rzadka sylwetki zwierząt i sceny figuralne.
Stylu geometrycznego używano również do zdobienia murów i tkanin.

## Okres geometryczny
Świt greckiej sztuki ceramicznej przypada na okres między końcem X wieku p.n.e. i około 720 p.n.e. Odkrycie i pierwszy opis tego stylu zawdzięczamy A. Conze. Uczony oparł swe odkrycie o wnikliwe obserwacje znalezisk przy Bramie Dipylońskiej w Atenach (1871 i 1891). Następnym, który po przeprowadzeniu własnych badań poparł nowatorską jak na ówczesne czasy teorię kolegi, był G. Hirschfeld. Uczeni długo spierali się nad pochodzeniem geometrycznych form zdobiących odkryte wazy. Pierwsze teorie głosiły, iż są one dziełem ceramików doryckich.
Z czasem przyjęła się bardziej prawdopodobna z uwagi na późniejszy rozwój teoria, głosząca, że są one wyrazem sztuki wszystkich Hellenów. Niezależnie od słuszności tych teorii styl geometryczny fascynuje swoją prostotą, abstrakcyjnością, jak również tym, że formy te powstały na terenach o bardzo rozbudowanych i żywych tradycjach naturalistycznych. Rysunki na wazach przyciągają widza swymi geometrycznymi kształtami, takimi jak meandry krzyżyków i trójkątów, jak również uproszczonymi do wręcz umownych symboli postaciami ludzkimi i zwierzęcymi, ukazanymi w sposób zgeometryzowany, bez zaznaczania szczegółów anatomicznych.
Pomimo dość prostej formy przekazu ceramikom udało się utworzyć odmienności i różnice, dzięki którym uczeni mogą przypisać swe znaleziska poszczególnym ośrodkom i okresom twórczym. Wazy charakteryzują się całkowitym pokryciem przez ornament każdego wolnego miejsca.

## Attyka

### Styl geometryczny wczesny

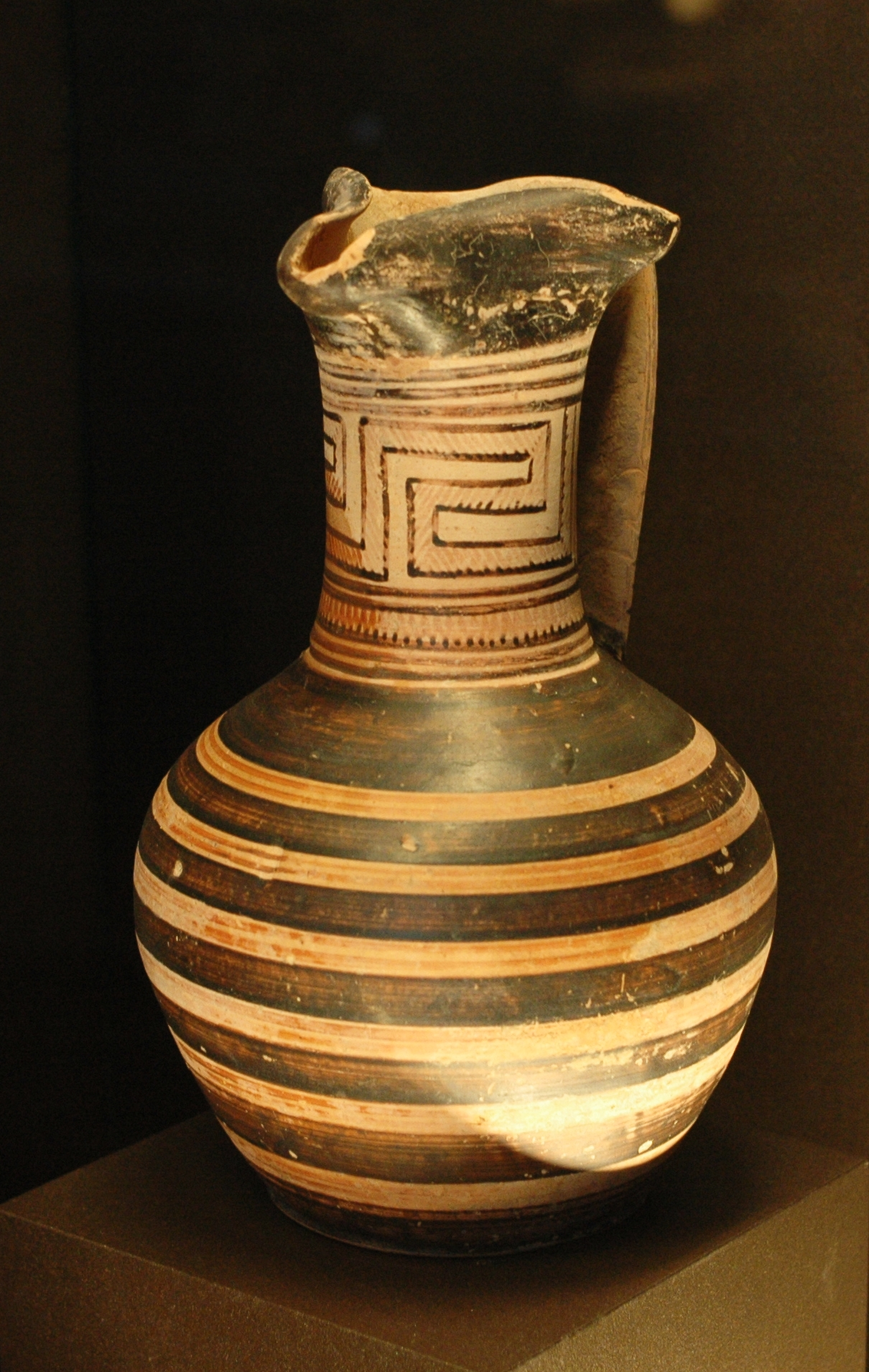
Naczynie z Aten (ok. 800 p.n.e., Luwr)

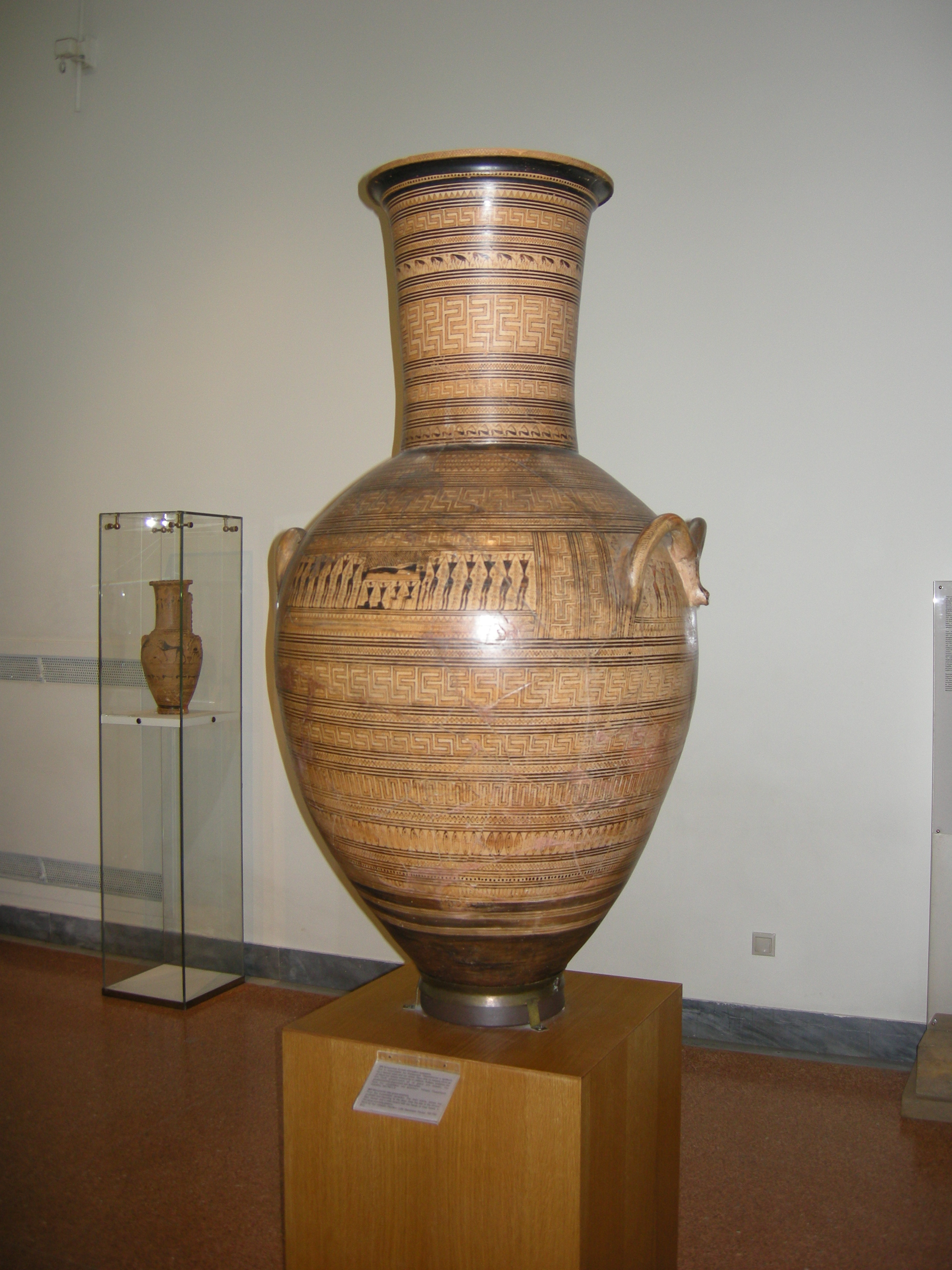
Waza dipylońska (760-750 p.n.e., Narodowe Muzeum Archeologiczne w Atenach)

Forma zdobnicza określana mianem stylu geometrycznego wczesnego powstała pod koniec X wieku i była bezpośrednim rezultatem prób i poszukiwań drogi przez początkujących garncarzy w okresie dziś nazywanym protogeometrycznym. Osiągnięcie polegało na uporządkowaniu dotychczasowych motywów i nadaniu im spójności.
Nowo powstały styl charakteryzował się szerokimi pasami ornamentu na czarnym tle. Po obu stronach głównych linii zdobienia biegną pasy węższe i szersze, które wypełniają elementy geometryczne. Ten typ rozmieszczenia elementów ozdobnych przyczynił się do ogólnego „rozjaśnienia” naczyń. Formy te będą dominować we wzornictwie attyckim przez przeszło 100 lat.

### Styl geometryczny surowy
Po okresie wczesnym nastąpił okres zwany surowym (ok. 850-760 r. p.n.e.). W czasie rozwoju nowej metody zdobienia naczyń ornamentyka uległa zasadniczym zmianom. Teraz całe wazy pokrywały wzory, przy czym były one tak dobierane przez garncarzy, że podkreślały strukturę naczyń. Te technikę szczególnie daje się zaobserwować na dużych dzbanach tego okresu.
Na początku VIII wieku p.n.e. na wazach powoli zaczynają się pojawiać schematycznie przedstawione sylwetki ludzkie i zwierzęce. Są one w formie i wyrazie bardzo zgeometryzowane i zasadniczo odbiegające od naturalnych pierwowzorów. Czas ten charakteryzuje również zdecydowane przerwanie monotonni koloru czarnego poprzez wprowadzenie do kanonu zdobnictwa ciągłych fryzów z elementów abstrakcyjnych o różnych grubościach i przemiennej kompozycji. Przypuszczalnie ogromny wpływ na te zmiany i ornamentykę miały osiągnięcia dokonane w architekturze. Ozdobione w ten sposób wazy miały charakter sakralny i pełniły role urn.

### Styl geometryczny dojrzały, styl dipyloński (VIII wiek p.n.e. – 750 p.n.e.)
Wazy attyckie, które współczesna nauka przypisuje temu stylowi, określane są mianem waz dipylońskich, a styl, w jakim były zdobione, określany jest dipylońskim. Na podstawie badań naczyń udało się wyróżnić I oraz II styl dipyloński.
Reprezentantem I stylu dipylońskiego jest artysta o nieznanym imieniu, określany jako Mistrz Amfory z Dipylonu. Charakterystycznym dla tego artysty i stylu, który reprezentował, było pokrycie całego naczynia ornamentem geometrycznym, wyjątek stanowiły wąskie pasy, na których znajdowały się przedstawienia zwierząt, lub jak w przypadku waz samego Mistrza z Dipylonu sceny pogrzebowej, w której opłakiwany zmarły leży na paradnym łożu. Stojący wokół niego mężczyźni wykonują charakterystyczny gest rozpaczy, unosząc ręce nad głowami Inne wazy tego mistrza charakteryzuje również przedstawienie obrządku pogrzebowego, zmienia się tylko liczba i układ przedstawianych postaci. Rysunki tego artysty wyróżniała niezwykła dokładność i precyzja warsztatu dopracowana do najmniejszego szczegółu. Postacie otaczały niezwykle płynne kontury zewnętrzne. Artystę cechowała bardzo przejrzysta kompozycja figuralna.
Przedstawicielem II stylu dipylońskiego był artysta określany mianem Malarza Krateru Hirschfelda (odkrywcy wazy). Jego styl stanowi logiczne chronologicznie następstwo stylu pierwszego Mistrza Amfory z Dipylonu. Na wazach malarza Krateru Hirschfelda postacie ludzkie stają się dość nieproporcjonalne, wydłużone w dolnych partiach. Sylwetki ukazują długie nogi z przesadnie zaokrąglonymi łydkami. Podobnie zniekształceniu uległy przedstawienia zwierząt. Ich korpusy wydłużają się, a głowy nabierają kształtu migdała. Przedstawione sceny są bogate w rozmaite motywy. Przed łożem zmarłego leżą zwierzęta, siedzą członkowie rodziny, obok stoją żołnierze, ich tarcze mają kształt ósemkowy, który malarz deformuje.

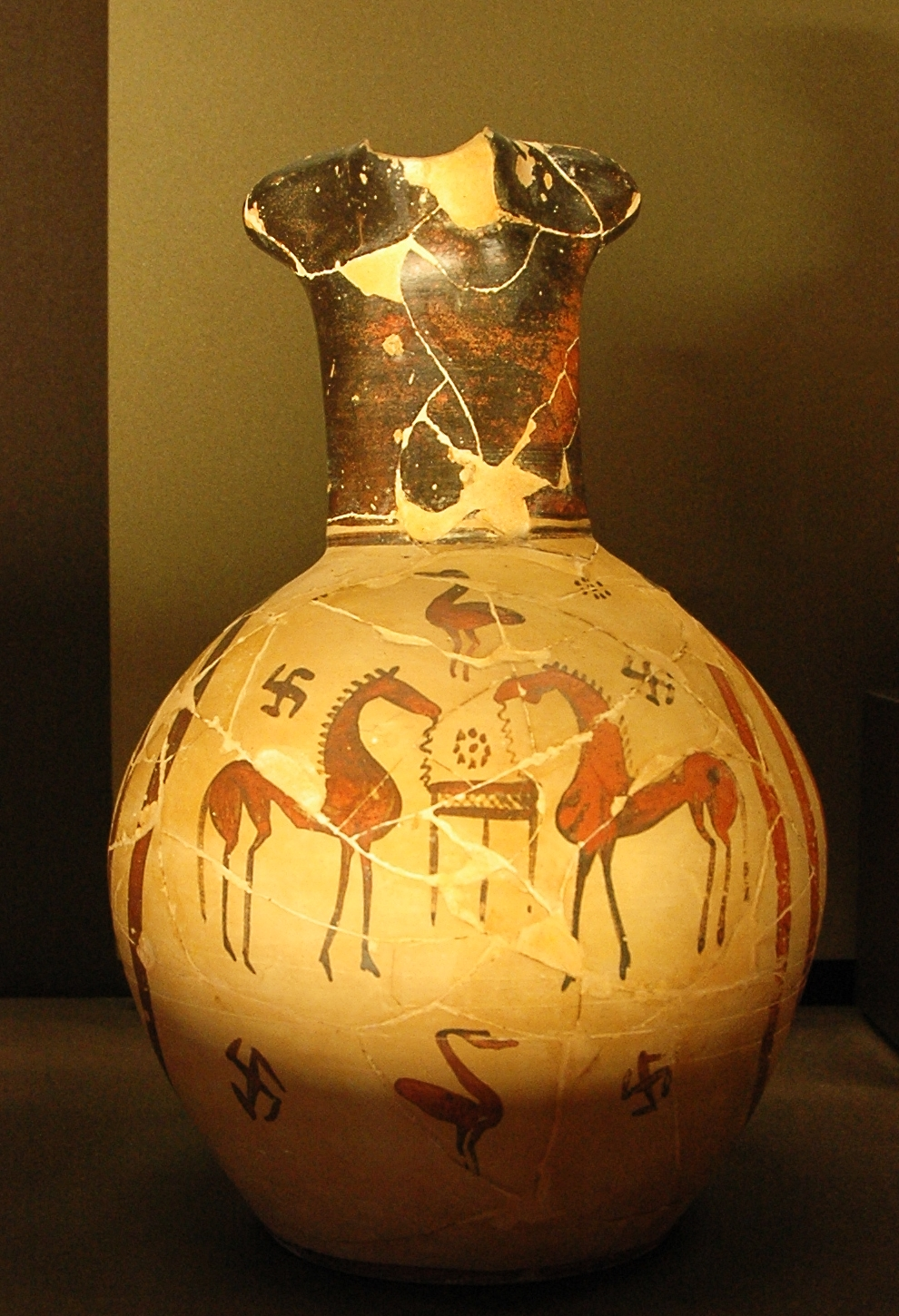
Naczynie z Aten z okresu późnego (ok. 725 p.n.e., Luwr)

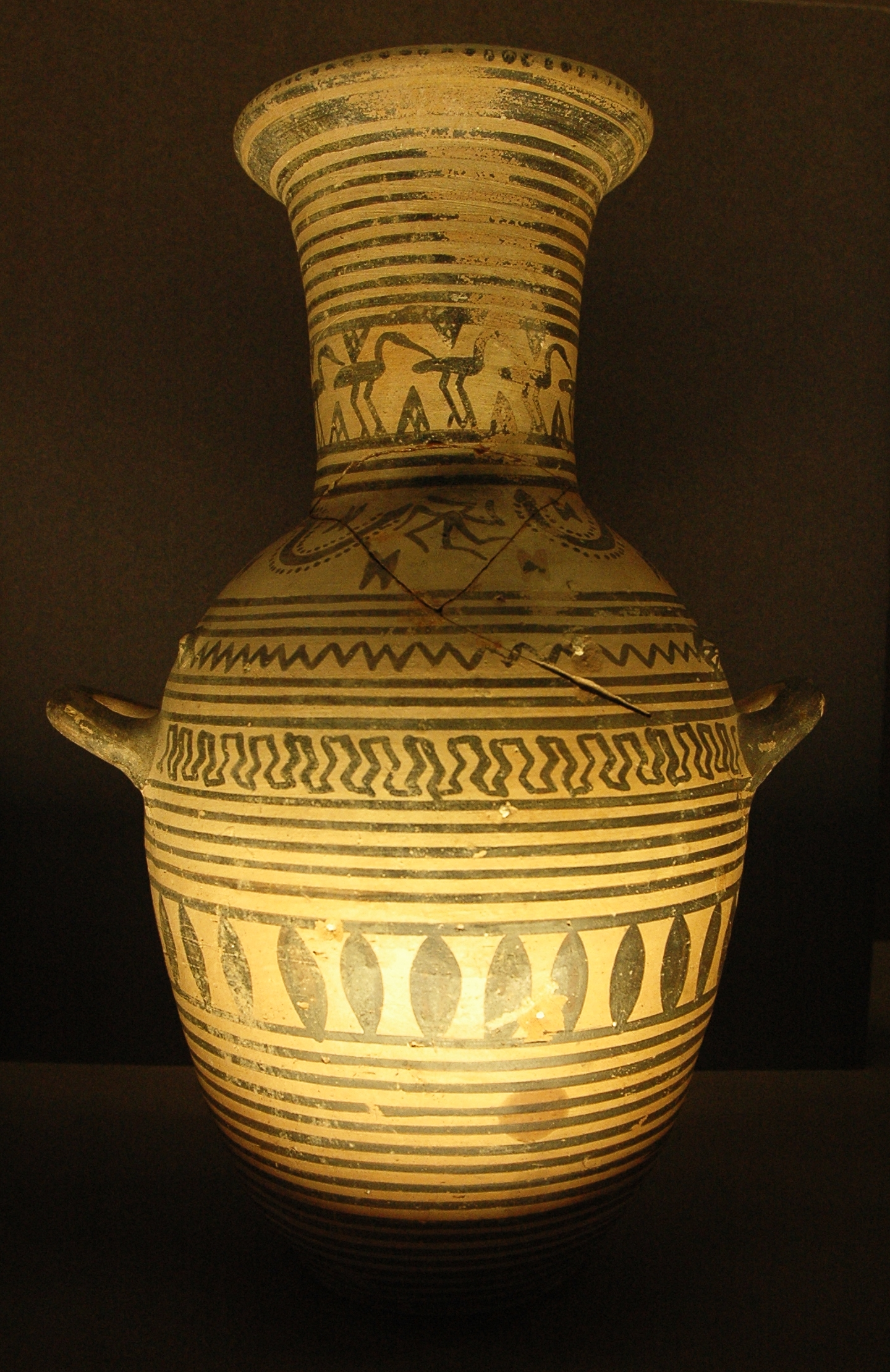
Naczynie z Beocji (ok. 700–675 p.n.e., Luwr)

Naczynia obu typów przez stosunkowo krótki okres stawiane były jako nagrobki. Wazy dipylońskie są zjawiskiem ciekawym samym w sobie, odrębnym od innych naczyń tego okresu, ukazują one greckie społeczeństwo VIII wieku p.n.e., przy czym tematyka nie ogranicza się tylko do scen pogrzebowych. Na wazach przedstawiono również sceny morskie, okręty, ptaki, ryby, bitwy morskie i ich tragiczne skutki. Sceny te są dość charakterystyczne dla Greków i ich historii. Hellada zawsze ściśle była związana z morzem, handlem i kolonizacją, a temat ten pojawiał się dość często w sztuce.

### Styl geometryczny późny (750-720 rok p.n.e.)
Styl późnogeometryczny powstał w oparciu o oba wyżej przedstawione kierunki rozwoju waz dipylońskich. Pod koniec VIII wieku p.n.e. widać pewne zubożenie inwencji w stylu dipylońskim. Wyrażało się to standaryzacją motywów figuralnych i mechanicznym ujednoliceniem dekoracji. Dalej obowiązuje zasada „horror vacui” (strach przed pustką). Mimo pozorów bogactwo ornamentyki jest jedynie ilościowe, a przy bliższym przyjrzeniu się widać ograniczenie i monotonię tej sztuki.
Garncarze tego okresu starali się dorównać zarówno pod względem technicznym jak i artystycznym mistrzom dipylońskim, na ogół nieskutecznie. Powstałe w tym okresie naczynia są niestarannie wykonane, a artyści w niewielkim stopniu przywiązują wagę do detalu.
Jednym z wyodrębnionych garncarzy tego okresu, na którego warto zwrócić uwagę, był Malarz Lwa. Naczynie, które przetrwało do dzisiejszych czasów, ozdobione jest sylwetką lwa. Artysta ukazał zwierzę w niezwykły sposób, uproszczony obraz zwierzęcia wpisuje się w trójkąt. Innym artystą współczesnym Malarzowi Lwa był Malarz Empedoklesa. Jego naczynia cechuje chęć odejścia od tradycyjnych cech malarstwa dipylońskiego. Kolejnym garncarzem był artysta, który przedstawił scenę pożerania przez lwa postaci ludzkich.
Wszystkie wazy tego okresu charakteryzuje naiwność w kompozycji i rysunku. Stanowiło to niewątpliwie manifestację zerwania z konwenansem, i chęć wejścia na nową drogę w twórczości artystycznej.

## Styl geometryczny w innych regionach

### Beocja
Ceramika tego regionu w okresie geometrycznym wczesnym i dojrzałym była ściśle związana z attycką, wręcz naśladowała ją. Niektórzy garncarze robili to tak doskonale, że ich wazy jako żywo przypominają wyroby ateńskie, a odróżnienie ich do dziś dostarcza wielu trudności. Mimo to artystom Beocji dużo problemów nastręczały kompozycje przedstawiające postacie i nie udawało im się poprawnie sprostać temu zadaniu.

### Korynt
Artyści korynccy wytworzyli dość odmienny styl geometryczny oparty na własnej ornamentyce.
W okresie wczesnym (875-825 p.n.e.) naczynia zdobiono dość skromnymi wzorami. Artyści ze szczególnym upodobaniem malowali trzy lub cztery pasy zygzaków.
W okresie dojrzałym (835-750 p.n.e.) dekoracja stała się bardziej urozmaicona, zbliżając się w niewielki sposób do ceramiki attyckiej. Najczęściej stosowanymi wzorami tamtego okresu są wąskie paski ornamentu, trójkąty, meandry oraz równoległe linie.
Kolejnym okresem wyróżnianym w sztuce korynckiej był czas stylu linearno-geometrycznego (750-720 p.n.e.). Zdobienie naczyń w tym okresie było dość proste i składało się z prostych linii oraz wici mających swą genezę w spirali. Powoli uwidoczniła się chęć zerwania z regułami malarstwa geometrycznego. Pod koniec VIII wieku p.n.e. do ozdób geometrycznych artyści korynccy zaczęli dodawać motywy orientalizujące. Okres ten był początkiem wzlotu i czasowej dominacji na rynku ceramiki korynckiej. Wiązało się to również z czasową dominacją handlową. Charakterystyczną cechą waz korynckich była ich wysoka jakość wykonania oraz żółty odcień koloru wypalonej gliny.

### Ceramika Argolidy
Ośrodki wyrobu naczyń powstały w Argolidzie prawie w tym samym okresie, co te w Attyce i o ile w początkowym okresie swego istnienia dość znacznie uległy wpływom Ateńskim, a używane wzory są do siebie bardzo podobne, to w okresie późnogeometrycznym wzornictwo ulega zmianie. Artyści ukazywali przede wszystkim sceny figuralne oparte na wyobrażeniach koni, człowieka. Rysunki w swych formach nawiązywały do stylu drugiego dipylońskiego.
Wzornictwo w innych ośrodkach Grecji Wyspiarskiej czy Wschodniej nie różniło się zbytnio od wyżej wymienionych, a swe formy czerpało głównie z malarstwa attyckiego.
Po okresie geometrycznym nastąpił istotny przełom decydujący o dalszym kulturowym i artystycznym rozwoju Hellenów. Ogromny wpływ na tę zmianę miała postępująca ekspansja handlowa państw greckich, dzięki której nawiązały one ścisły kontakt z państwami Wschodu i Egiptem. Grecy, zachowując jednocześnie swoją własną tożsamość, uczyli się od sąsiadów wszystkiego, co mogło rozwinąć ich społeczeństwo. Z czasem stali się społecznością rozumu, logiki, nauki i techniki. Wpływ wschodni przełożył się również na wzornictwo ceramiczne, powstał styl orientalizujący.